# جمعية الصفا الخيرية
جمعية الصفا الخيرية هي منظمة خيرية لاربحية مقرها مدينة صفوى، بمحافظة القطيف، في المنطقة الشرقية للمملكة العربية السعودية. وهي مسجلة لدى وزارة الشؤون الاجتماعية برقم (7). تأسست جمعية الصفا الخيرية عام 1383هـ الموافق 1967م. تضم الجمعية 17 لجنة خدمية واستثمارية. يبلغ عدد الموظفين 130 موظف، كما يبلغ عدد المتطوعين في لجان الجمعية حوالي 200 متطوع في مختلف اللجان. كما بلغ عدد المشتركين بسجلات جمعية الصفا الخيرية 1,585 مشتركاً.

## التأسيس
تأسست جمعية الصفا الخيرية للخدمات الاجتماعية طبقا لأحكام لائحة الجمعيات ٍوالمؤسسات الخيرية الصادرة بقرار مجلس الوزراء رقم (107) وقواعدها التنفيذية بقرار وزير العمل والشؤون الاجتماعية رقم 7 وتاريخ 1383هـ والتعليمات الصادرة بمقتضاها. تشمل منطقة خدمات الجمعية مدينة صفوى، حيث أن مركزها الرئيسي في صفوى.

## أهداف الجمعية
تهدف جمعية الصفا الخيرية إلى تقديم الخدمات التي تحتاجها منطقتها دون أن يكون هدفها الحصول على الربح المادي وتشمل هذه الخدمات ما يلي:
1. تقديم المساعدات الخيرية والمالية الدائمة والمؤقتة والعينية للفقراء والمساكين.
2. تقديم المساعدات الخيرية للعجزة والمشلولين والأيتام والأرامل وعوائل المساجين.
3. مساعدة منكوبي الحوادث والكوارث العامة وترميم المنازل
4. تقديم المساعدات المالية والعلاجية للمرضى المستحقين لذلك.
5. تقديم خدمات عامة لجميع الأغراض الاجتماعية الخيرية
6. المشاركة والقيام بمشروعات تهدف لتقديم خدمات اجتماعية خيرية في المدينة.

## خدمات الجمعية
- معونة علاج
- معونة غذائية
- معونة دراسية
- معونة زواج
- كفالة أيتام
- تحسين مساكن
- معونات طارئة
- معونة أرامل ومطلقات وسجناء

## المشاريع

### منتدى الشباب القرآني
ويهدف إلى مساعدة الشباب في حل مشاكلهم المختلفة، ورفع مستواهم العلمي والأكاديمي، وتنمية قدراتهم وطاقاتهم المتعددة، وإيجاد كفاءات اجتماعية تقود المشاريع الموجودة في البلد، وتقوية العلاقة بين الشباب وبقية الفئات الاجتماعية الأخرى، وتبادل الآراء والمباحثات بعمق وفعالية حول زيادة مشاركة الشباب في التنمية الاجتماعية ودعمهم اجتماعيـًا بشكل كبير، كما يسعى المنتدى إلى طرح نموذج وطني مسلم للشاب الواعي الملتزم بأداء دوره الاجتماعي.

### مشروع أجيال
مشروع لتحسين البنية التحتية لمدينة صفوى، ويتضمن دفن الشوارع وسفلتتها وتوصيل شبكة المياه ووضع الإنارة. وفرت به الجمعية مبلغاً قدره 463,000 ريالٍ.

### الفعاليات والأنشطة
- في 20 رمضان، 1433هـ: نفـّذ مستوصف الجمعية حملة التبرع بالدم بالتعاون مع مستشفى القطيف المركزي.[4]
- ترميم مرافق مقبرة صفوى: تجديد المغتسل، وتجديد المصلى مع إعادة تصميم المجلس النسائي، والقيام بعمل ممرات منظمة بين القبور، وتزويدها بأعمدة إنارة، وتأسيس شبكة مياه بين القبور.[4]
- تدريب الكثير من طلاب شركة أرامكو السعودية وجامعة الملك فهد للبترول والمعادن على كيفية العمل التطوعي.[4]
- نقل ما يزيد على الـ600 طفل من الروضتين، بواقع خمسة باصات موزعة على أحياء مدينة صفوى.[5]

## الهيكل الإداري
- السؤول التنفيذي: أمجاد حسين البابا
- المدير المالي: عقيل مكي الشيخ

### أعضاء مجلس الادارة
- محمد أحمد الصفواني: رئيس مجلس الإدارة.
- ضياء علي آل داؤود: نائب رئيس مجلس الادارة
- جاسم علي آل حسين: عضو
- فيصل الصفواني: عضو
- عادل آل سعيد: عضو
- جابر آل حمدان: عضو
- عدنان أسعد السادة: عضو
- بدر المغلق: عضو

## الجوائز والتكريمات
فاز مشروع رئيس مجلس إدارة جمعية الصفا الأستاذ هاشم الشرفا بأفضل مشروع قدّم لمؤسسة الملك خالد الخيرية بالرياض، حيث حصل المشروع على جائزة 100,000 ريال. كان عنوان المشروع «ساعدني لأكون داعمـًا لا معتمدًا»، كما اختير الأستاذ هاشم الشرفا مع اثنين على مستوى المملكة لحضور دورة في الولايات المتحدة الأمريكية وذلك من أجل إعداد قيادات العمل التطوعي، وقد حضر الدورة 85 رئيس جمعية من جميع أنحاء العالم.

## وصلات خارجية
- موقع جمعية الصفا الخيرية الرسمي.
- أرشيف جمعية الصفا الخيرية الإلكتروني: أرشيف لأنشطة وأعمال الجمعية منذ سنة 1430هـ. يحتوي على أكثر 10,000 وثيقة؛ طُوِّر من أجل رفع كفاءة عمل الجمعية وسرعة إنجاز المعاملات. أطلق الأرشيف في 1433هـ.
- قائمة سياسات الجمعية.